# Rodolfo Freude
Rodolfo Freude (11 de septiembre de 1920 - 18 de octubre de 2003) fue un político argentino, secretario personal del presidente Juan Domingo Perón y director de la División de Informaciones de su gobierno.

## Biografía
Era hijo del inmigrante alemán Ludwig Freude, comerciante maderero miembro del Partido Justicialista. Mientras se desempeñaba junto a Juan Duarte como secretario personal de Perón, mantuvo una relación tensa con Eva Duarte de Perón, hermana de su colega de trabajo y esposa del presidente.
Intentando buscar ventajas para sus negocios particulares, a mediados de octubre de 1945, Ludwig Freude prestó al matrimonio Perón su casa de campo, un chalet de madera bautizado «Ostende» que los Freude habían traído desde Alemania y que estaba ubicada en una isla del Tigre. Perón manejó su automóvil Chevrolet rumbo a la isla, con Juan Duarte y Freude en el asiento trasero. Siguieron tres días en soledad, que el general ―ya anciano, en Madrid― recordaría como su único período a solas con Eva Perón. Allí sería arrestado por sus colegas del gobierno militar, lo que dispararía el 17 de octubre de 1945.
Con el triunfo de febrero de 1946, Rudi ―como le decía el flamante presidente Perón― se instaló en el despacho vecino al presidencial, en calidad de secretario y como director de Informaciones. Quedó en el cargo de director hasta 1955.
Freude terminó sus días administrando sus bienes particulares sin más intervención ni contacto en la vida pública argentina.